# Hurstville Grove, New South Wales
Hurstville Grove este o suburbie în Sydney, Australia.